# Ernst-Ulrich Alda

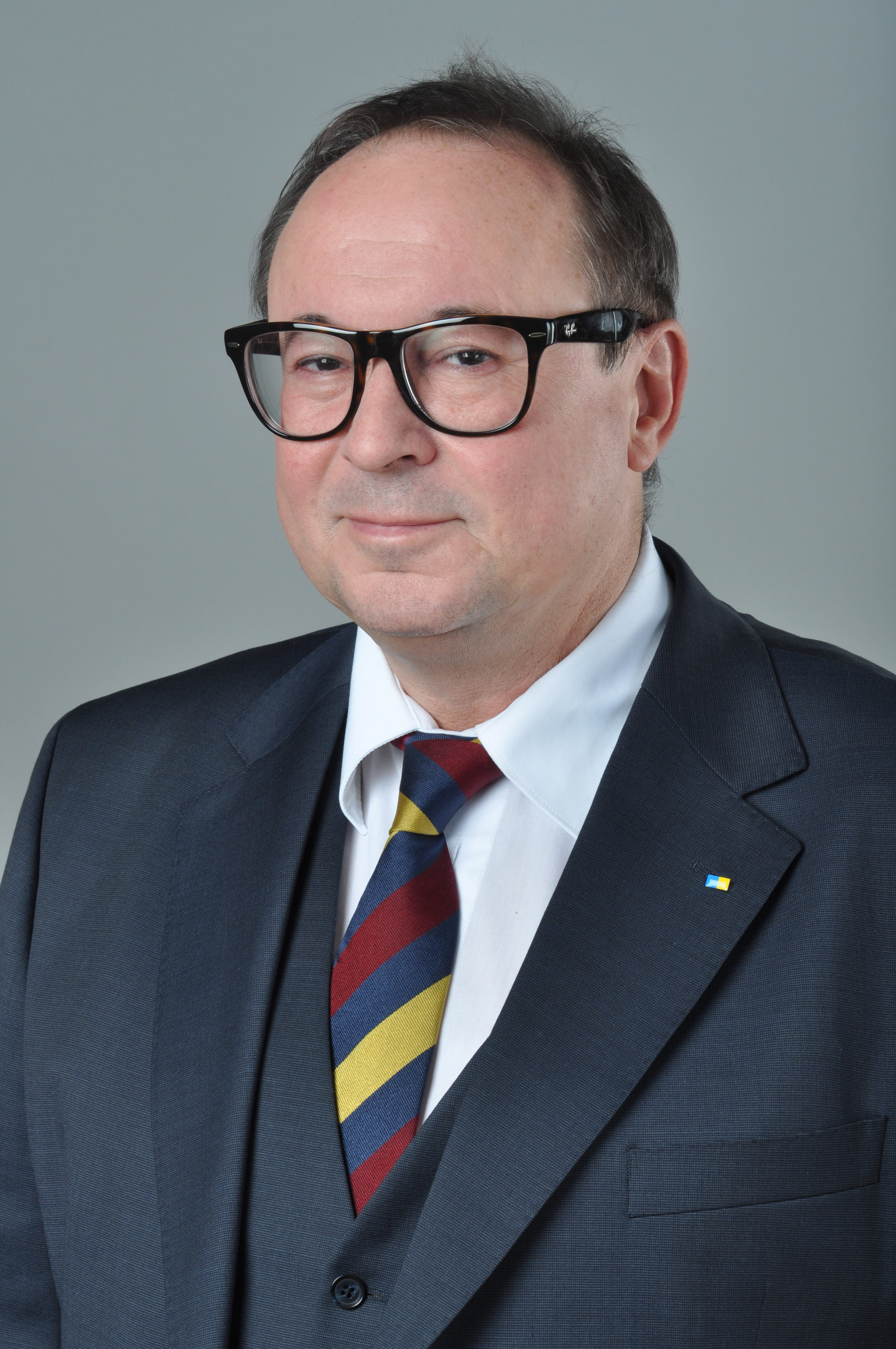
Ernst-Ulrich Alda (2013)

Ernst-Ulrich Alda (* 8. September 1955 in Essen) ist ein deutscher Politiker der Partei FDP. Er war von 2012 bis 2017 Mitglied des Nordrhein-Westfälischen Landtags.

## Politik
Ernst-Ulrich Alda legte im Jahr 1970 seine mittlere Reife ab und machte eine Ausbildung als Textilmaschinenmechaniker, die er 1973 abschloss. Auf die Fachhochschulreife im Jahr 1974 machte er 1978 einen Abschluss als Bürokaufmann. Von 1979 bis 1984 studierte er an der Universität Essen und schloss als Diplom-Kaufmann ab. Alda arbeitet als Diplom-Kaufmann und Personalberater.
Im Jahr 2000 wurde Alda Mitglied der FDP. 2002 wurde er stellvertretender Kreisvorsitzender der FDP in Hagen und wurde 2008 zum Kreisvorsitzenden gewählt. Seit 2009 ist er Mitglied des Stadtrates von Hagen. Alda trat bei den Landtagswahlen 2005, den Landtagswahlen 2010 und den Landtagswahlen 2012 für die FDP im Landtagswahlkreis Hagen I an, bei denen er Stimmenanteile von 4,8 %, 3,3 % und 4,0 % erreichte. Über seinen Listenplatz 20 zog er nach der Landtagswahl 2012 in den Landtag Nordrhein-Westfalens ein. Bei der Landtagswahl 2017 verpasste Alda den Wiedereinzug.